# Amygdalus uzbekistanica
Amygdalus uzbekistanica là loài thực vật có hoa trong họ Hoa hồng. Loài này được Sabirov mô tả khoa học đầu tiên.